# Consejo Económico y Social de Grecia
El Consejo Económico y Social de Grecia fue creado por la Ley 2232/ 1994 y fue modelado de acuerdo con la estructura del CES Europeo, que está basada en una organización tripartita de intereses representados, que es la división en tres grupos: empresarios, trabajadores y una tercera categoría compuesta de agricultores, representantes de profesionales independientes, gobiernos locales y consumidores.
El objetivo del CES de Grecia es la promoción del diálogo social a través de la creación (si es  posible) de posiciones comunes en temas sociales o de colectivos particulares.